# Letizia Bertoni
Letizia Bertoni (Milano, 5 marzo 1937) è un'ex ostacolista e velocista italiana.
Ha partecipato a due edizioni dei Giochi olimpici, a Melbourne 1956 (200 metri piani e staffetta 4×100 metri) ed a Roma 1960 (80 metri ostacoli e staffetta 4×100 metri). Solo nella staffetta riuscì a raggiungere la finale, in entrambe le occasioni piazzandosi al quinto posto. È stata 10 volte campionessa italiana in tre diverse specialità (vedi la sezione relativa).

## Palmarès
| Anno | Manifestazione  | Sede      | Evento                | Risultato     | Prestazione | Note |
| ---- | --------------- | --------- | --------------------- | ------------- | ----------- | ---- |
| 1956 | Giochi olimpici | Melbourne | 200 metri             | elim. qualif. | 25"33       |      |
| 1956 | Giochi olimpici | Melbourne | staffetta 4×100 metri | 5ª            | 45"90       |      |
| 1960 | Giochi Olimpici | Roma      | 80 metri ostacoli     | elim. qualif. | 11"4        |      |
| 1960 | Giochi Olimpici | Roma      | staffetta 4×100 metri | 5ª            | 45"80       |      |

## Campionati nazionali
- 1 volta campionessa italiana nei 200 metri piani (1962)
- 7 volte campionessa italiana negli 80 metri ostacoli (1958, 1959, 1960, 1961, 1962, 1963 e 1964)
- 2 volte campionessa italiana nella staffetta 4×100 metri (1957 e 1963)

1955
- Argento ai campionati italiani assoluti, 200 m piani - 25"8
- Bronzo ai campionati italiani assoluti, 100 m piani - 12"6

1957
- Oro ai campionati italiani, staffetta 4×100 metri - 48"6 (con Anna Bellondi, Nadia Saviotti e Delma Savorelli)

1958
- Oro ai campionati italiani, 80 metri ostacoli - 11"2

1959
- Oro ai campionati italiani, 80 metri ostacoli - 11"4

1960
- Oro ai campionati italiani, 80 metri ostacoli - 11"3

1961
- Oro ai campionati italiani, 80 metri ostacoli - 11"6

1962
- Oro ai campionati italiani, 200 metri piani - 24"9
- Oro ai campionati italiani, 80 metri ostacoli - 11"3

1963
- Oro ai campionati italiani, 80 metri ostacoli - 11"1
- Oro ai campionati italiani, staffetta 4×100 metri - 48"7 (con Grazia Caimmi, C. Carini e Armida Guzzetti)